# Waldeck–Pyrmont
Waldeck–Pyrmont német történelmi állam a mai Hessen és Alsó-Szászország területén, amely  1180 és 1929 között állt fenn.

## Fekvése

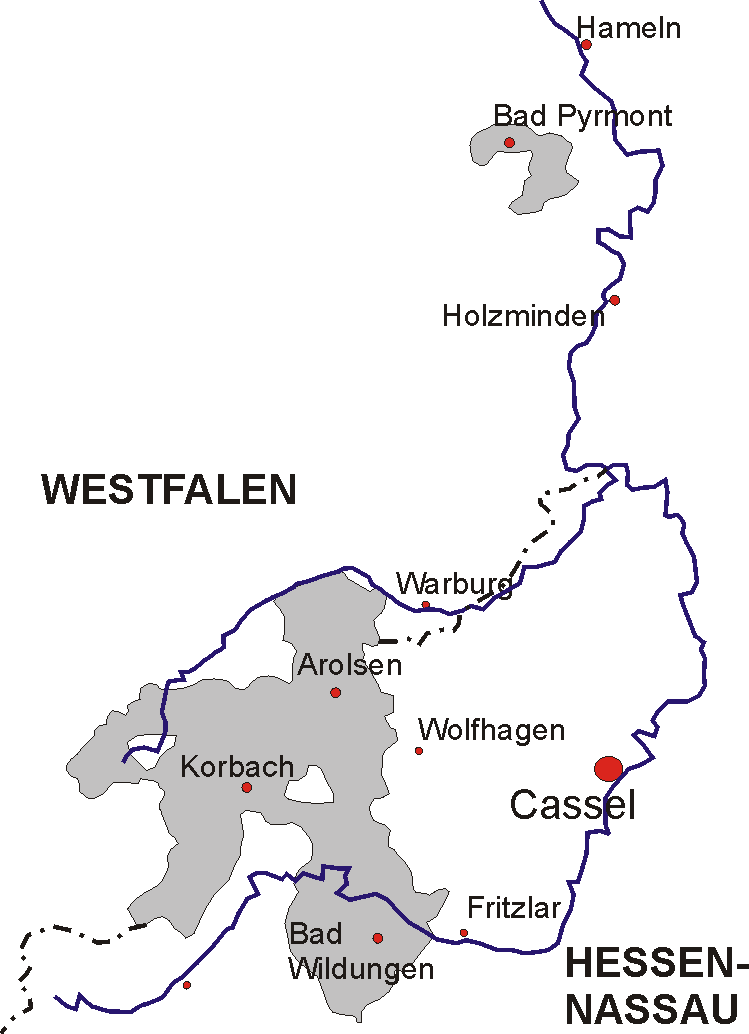
Waldeck 1712–1921

Pyrmont Kasseltól 90 km-re északra terül el, Waldeck Kasseltól nyugatra.

## Történelem
A waldecki vár írott forrásban elsőként 1120-ban tűnik fel.
1397 és 1692 között több családi ág létezett a grófságban: Waldeck zu Landau, Waldeck zu Waldeck, Waldeck-Eisenberg és Waldeck-Wildungen.
1625 örökölték meg a waldecki grófok a pyrmonti grófságot.
1692-ben György Frigyes halálával ismét egyesült Waldeck.
Az 1849-i alkotmánnyal Waldeck–Pyrmont reálunió lett.
1867-ben a terület porosz adminisztráció alá került.
Egy 1921-es népszavazás értelmében a pyrmonti államrész a poroszországi Hannover tartományhoz csatlakozott.
Egy 1929-es népszavazás értelmében Waldeck a poroszországi Hessen–Nassau tartományhoz csatlakozott.

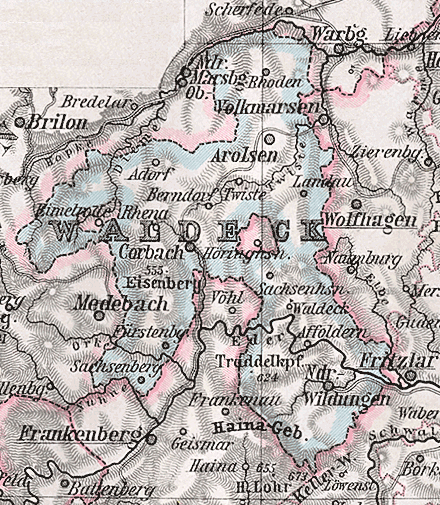
Waldeck 1905-ben

### Uralkodók

#### Waldecki gróf(Graf von Waldeck)
- 1692–1706: Keresztény Lajos

#### Waldecki és pyrmonti gróf( Graf von Waldeck und Pyrmont)
- 1706–1712: Frigyes Antal Ulrik

#### Waldeck-pyrmonti fejedelmek(Fürsten zu Waldeck und Pyrmont)
- 1712–1728: Frigyes Antal Ulrik
- 1728–1763: Károly Ágost Frigyes
- 1763–1812: Frigyes Károly Ágost (1805-től csak Fürst zu Waldeck)
- 1812–1813: I. György (1805–1812 Prinz zu Waldeck és Fürst zu Pyrmont)
- 1813–1845: II. György Henrik
- 1845–1893: György Viktor (Emma holland királyné és Mária württembergi hercegné édesapja)
- 1893–1918: Frigyes

## Fordítás
- Ez a szócikk részben vagy egészben  a   Waldeck című német Wikipédia-szócikk fordításán alapul.  Az eredeti cikk szerkesztőit annak laptörténete sorolja fel. Ez a jelzés csupán a megfogalmazás eredetét és a szerzői jogokat jelzi, nem szolgál a cikkben szereplő információk forrásmegjelöléseként.